# Европейски път E31
Европейски път Е31 е европейски автомобилен маршрут от категория А, свързващ градовете Ротердам (Холандия) и Лудвигсхафен (Германия). Дължината на маршрута е 538 km.

## Маршрут
Маршрутът на Е31 преминава през 2 европейски страни:
- Нидерландия: Ротердам – Горинхем – Тийл – Неймеген —
- Германия: Гох – Мьорс – Крефелд – Нойс – Кьолн – Мекенхайм – Кобленц – Бинген ам Рейн – Бад Кройцнах – Вормс – Лудвигсхафен.

Е31 е свързани със следните маршрути:
| - E25 - E19 - E311 | - Е35 - E40 - E29 | - E37 - E44 - E42 |

## Галерия
- Е31 в Ротердам
- Е31 близо до германо-нидерландската граница
- Е31 в Германия, близо до границата